# La mujer del presidente (serie de televisión argentina)
La mujer del presidente es una miniserie argentina dramática y de suspenso que se emitió por Telefe desde enero de 1999 hasta noviembre del mismo año. Es protagonizada por Ricardo Darín, Natalia Lobo, Ángela Molina, Franklin Caicedo, Fernán Mirás, Andrea Pietra, Carlos Santamaría, Claudio Gallardou y Carolina Papaleo. La serie es una remake de la serie homónima colombiana emitida por Caracol Televisión entre 1997 y 1998, la cual logró altos índices de audiencia. La adaptación fue realizada por Juan Carlos Cernadas Lamadrid.

## Sinopsis
El misterio se apodera de Airón, una prestigiosa empresa de aviación. Un día sin explicación desaparece Ana Pujol, la esposa de Blas Pujol, presidente de Airón. Algunos piensan que fue asesinada, otros aseguran que la tienen secuestrada y los más optimistas rumorean que huyó con su amante. Solo el amante de Ana, Agustín Moyano, sabe la verdad. El amor que le llegó de la mano de Ana rápidamente se convierte en fatalidad por azares del destino.
La intriga y las presiones permanentes que llevan a un sistema ineficaz a ensañarse con una persona inocente. Las fallas de la justicia, el poder de la opinión pública, el manejo del poder, el silencio cómplice, y la doble moral nos dan a conocer una serie de situaciones en la que todos están implicados.

## Elenco
- Ricardo Darín ... Agustín Moyano
- Natalia Lobo ... Adriana Arce
- Ángela Molina ... Ana Pujol
- Franklin Caicedo ... Blas Pujol
- Fernán Mirás ... Rodrigo
- Andrea Pietra
- Claudio Gallardou
- Carolina Papaleo
- Andrea Politti
- Jorge Rivera López
- Carlos Santamaría
- Osvaldo Bonet
- Juana Hidalgo
- Alberto Fernández de Rosa
- Alberto Martín
- Alicia Aller
- Magela Zanotta
- Márgara Alonso
- Veronica Elizalde
- Marcos Montes
- Julio Riccardi
- Fred Valle - Gerardo Alessandro Vorguetti

## Recepción
La serie fue nominada para el Premio Martín Fierro como Mejor Unitario.
El periodista de espectáculos Osvaldo Bazán opinó sobre la misma:

Generosa producción y buenos actores, pero fallan aspectos cruciales del relato. Hay pánico de que el espectador no entienda algo.